# PGA Player of the Year
In de Verenigde Staten wordt sinds 1948 de PGA Player of the Year gekozen. De keuze wordt sinds 1982 bepaald door een puntensysteem. Sinds 1990 is er ook een Tour Player of the Year Award, een Rookie of the Year Award en een Champions Tour Rookie of the Year Award.

## PGA Player of the Year
| - 1948 - Ben Hogan - 1949 - Sam Snead - 1950 - Ben Hogan - 1951 - Ben Hogan - 1952 - Julius Boros - 1953 - Ben Hogan - 1954 - Ed Furgol - 1955 - Doug Ford - 1956 - Jack Burke jr. - 1957 - Dick Mayer - 1958 - Dow Finsterwald - 1959 - Art Wall jr. - 1960 - Arnold Palmer - 1961 - Jerry Barber - 1962 - Arnold Palmer - 1963 - Julius Boros - 1964 - Ken Venturi | - 1965 - Dave Marr - 1966 - Billy Casper - 1967 - Jack Nicklaus - 1968 - Niet uitgereikt - 1969 - Orville Moody - 1970 - Billy Casper - 1971 - Lee Trevino - 1972 - Jack Nicklaus - 1973 - Jack Nicklaus - 1974 - Johnny Miller - 1975 - Jack Nicklaus - 1976 - Jack Nicklaus - 1977 - Tom Watson - 1978 - Tom Watson - 1979 - Tom Watson - 1980 - Tom Watson - 1981 - Bill Rogers | - 1982 - Tom Watson - 1983 - Hal Sutton - 1984 - Tom Watson - 1985 - Lanny Wadkins - 1986 - Bob Tway - 1987 - Paul Azinger - 1988 - Curtis Strange - 1989 - Tom Kite - 1990 - Nick Faldo - 1991 - Corey Pavin - 1992 - Fred Couples - 1993 - Nick Price - 1994 - Nick Price - 1995 - Greg Norman - 1996 - Tom Lehman - 1997 - Tiger Woods - 1998 - Mark O'Meara | - 1999 - Tiger Woods - 2000 - Tiger Woods - 2001 - Tiger Woods - 2002 - Tiger Woods - 2003 - Tiger Woods - 2004 - Vijay Singh - 2005 - Tiger Woods - 2006 - Tiger Woods - 2007 - Tiger Woods - 2008 - Pádraig Harrington - 2009 - Tiger Woods |

## PGA Tour Player of the Year
Sinds 1990 reikt de Amerikaanse PGA de Nicklaus Award uit aan een speler van de Amerikaanse PGA Tour. De winnaar wordt door de andere spelers gekozen.
| - 1990: Wayne Levi - 1991: Fred Couples - 1992: Fred Couples - 1993: Nick Price - 1994: Nick Price - 1995: Greg Norman - 1996: Tom Lehman - 1997: Tiger Woods - 1998: Mark O'Meara | - 1999: Tiger Woods - 2000: Tiger Woods - 2001: Tiger Woods - 2002: Tiger Woods - 2003: Tiger Woods - 2004: Vijay Singh - 2005: Tiger Woods - 2006: Tiger Woods - 2007: Tiger Woods | - 2008: Pádraig Harrington - 2009: Tiger Woods |

## PGA Tour Rookie of the Year
In 1990 werd ook een Rookie of the Year Award door de Amerikaanse PGA ingesteld.
| - 1990: Robert Gamez - 1991: John Daly - 1992: Mark Carnevale - 1993: Vijay Singh - 1994: Ernie Els - 1995: Woody Austin - 1996: Tiger Woods - 1997: Stewart Cink - 1998: Steve Flesch | - 1999: Carlos Franco - 2000: Michael Clark II - 2001: Charles Howell III - 2002: Jonathan Byrd - 2003: Ben Curtis - 2004: Todd Hamilton - 2005: Sean O'Hair - 2006: Trevor Immelman - 2007: Brandt Snedeker | - 2008: Andrés Romero - 2009: Marc Leishman |

## Champions Tour Player of the Year
Ook in 1990 werd de Player of the Year van de Champions Tour voor de eerste keer gekozen.
| - 1990: Lee Trevino - 1991: Mike Hill & George Archer - 1992: Lee Trevino - 1993: Dave Stockton - 1994: Lee Trevino - 1995: Jim Colbert - 1996: Jim Colbert - 1997: Hale Irwin - 1998: Hale Irwin | - 1999: Bruce Fleisher - 2000: Larry Nelson - 2001: Allen Doyle - 2002: Hale Irwin - 2003: Tom Watson - 2004: Craig Stadler - 2005: Dana Quigley - 2006: Jay Haas - 2007: Jay Haas | - 2008: Bernhard Langer - 2009: Bernhard Langer |